# ابولکلام عبدل مؤمن
ابولکلام عبدل مؤمن (بنگالی: এ কে আব্দুল মোমেন؛ زادهٔ ۲۳ اوت ۱۹۴۷) سیاست‌مدار اهل بنگلادش است. اقتصاددان و وزیر امور خارجه بنگلادش می‌باشد. او از اوت ۲۰۰۹ تا اکتبر ۲۰۱۵ نماینده دائم بنگلادش در سازمان ملل متحد در نیویورک بود. او در انتخابات سراسری بنگلادش (۲۰۱۸) از حوزه انتخابیه سلهت-۱ برنده شد. در سال ۲۰۱۹ به عنوان وزیر امور خارجه دولت بنگلادش منصوب شد.

## دوران جوانی و تحصیلات
ابوالکلام عبدالمومن در ۲۳ اوت ۱۹۴۷ در یک خانواده سیاسی مسلمان بنگالی در سلهت به دنیا آمد. پدرش، ابواحمد عبدالحافظ، وکیل برجسته‌ای بود که یکی از بنیانگذاران شاخه مسلم لیگ هند در سلهت بود و در جنبش پاکستان شرکت داشت. مادرش سیده شهربانو یکی از زنان پیشرو جنبش زبان بنگالی بود. او یکی از چهارده فرزند بود و برادر بزرگترش ابوالمال عبدالمحیط وزیر سابق دارایی بنگلادش است.
او موفق به کسب مدرک در آزمون کارشناسی ارشد دبیرستان خلبان دولتی سلهت شد. او در دانشگاه داکا تحصیل کرد و در سال ۱۹۶۹ مدرک لیسانس اقتصاد و در سال ۱۹۷۱ مدرک کارشناسی ارشد خود را در رشته اقتصاد توسعه دریافت نمود.

## فعالیت‌های حرفه‌ای
مؤمن از سال ۱۹۷۳ تا ۱۹۷۴ به عنوان منشی خصوصی وزیر انکشاف روستایی در دولت محلی و تعاون، به عنوان کارمند دولتی مشغول به کار شد. از ۱۹۷۴ تا ۱۹۷۵ منشی خصوصی وزیر تجارت و بازرگانی و منابع معدنی بود و از ۱۹۷۵ تا ۱۹۷۶ افسر بخش، آسیای جنوبی، آسیای شرقی و خاورمیانه، در وزارت بازرگانی و مدیر دفتر مشاور رئیس‌جمهور در تجارت و بازرگانی شد. مؤمن از سال ۱۹۷۶ تا ۱۹۷۸ در حین اشتغال دولتی مدرک LLB در حقوق و قضاوت را از کالج مرکزی، داکا، در سال ۱۹۷۶ کسب نمود.
مؤمن تحصیلات خود را در ایالات متحده ادامه داد و در سال ۱۹۸۸مدرک دکترای اقتصاد را از دانشگاه نورث ایسترن، بوستون، ماساچوست دریافت کرد. او همچنین به تدریس اقتصاد و مدیریت بازرگانی در کالج مریماک، کالج ایالتی سالم، دانشگاه نورث ایسترن، دانشگاه ماساچوست و مدرسه حکومت جان اف. کندی در دانشگاه هاروارد پرداخت.
مؤمن در سال ۱۹۹۸ مشاور اقتصادی صندوق توسعه صنعتی عربستان سعودی (SIDF) شد. او در ۲۰۰۳ در پی بمب‌گذاری در مجتمع ریاض عربستان سعودی را ترک کرد و به ماساچوست بازگشت. او در بخش اقتصاد و مدیریت بازرگانی در کالج ایالتی فرامینگهام به تدریس پرداخت تا اینکه در اوت ۲۰۰۹به عنوان نماینده دائم بنگلادش در سازمان ملل در نیویورک منصوب شد.
مؤمن در سال ۲۰۱۰ به عنوان رئیس هیئت اجرایی یونیسف در سطح بین‌المللی به خدمت پرداخت. او معاون رئیس‌جمهور و سرپرست شصت و هفتمین مجمع عمومی سازمان ملل متحد شد.
مؤمن در سال ۲۰۱۴رئیس کمیته عالی سازمان ملل متحد در زمینه همکاری‌های جنوب بود.
ابوالمعال عبدالمحیط، برادر بزرگ مؤمن، وزیر دارایی بنگلادش، امیدوار بود که مؤمن به عنوان نماینده مجلس انتخابیه سلهت در انتخابات عمومی سال ۲۰۱۸ که در نهایت برنده شد، جانشین وی شود.
اخبار یاهو گزارش می‌دهد که مؤمن در فوریه ۲۰۲۰گفت که بنگلادش «هیچ تعهدی» برای ارائه سرپناه به پناهجویان روهینگیا که در دریای آندامان در یک کشتی سرگردان شده بودند، ندارد. او از کمیساریای عالی پناهندگان سازمان ملل خواست که این مسئولیت را بر عهده بگیرد.

## برای مطالعهٔ بیشتر
- اسمیت، جیمز اف. (۲۸ ژوئیه ۲۰۰۹). «استاد ایالت فرامینگهام به سازمان ملل رفت». بوستون گلوب.
- «نماینده دائمی داکا در سازمان ملل متحد از فراخوان کارکنان خود خواستار تجدید نظر در قوانین خدمات شد.» bdnews24.com. 2 ژانویه ۲۰۱۵.